# Suchao Nuchnum
Suchao Nuchnum (Thai: สุเชาว์ นุชนุ่ม, * 17. Mai 1983 in Kanchanaburi) ist ein thailändischer Fußballspieler.

## Karriere

### Verein
Er begann in der Jugendmannschaft des TOT SC und spielte ab 2003 für dessen erste Mannschaft. Dort absolvierte er 113 Spiele und erzielte dabei 26 Tore. Im Oktober 2009 wechselte Suchao nach Indonesien. Er unterschrieb einen Leihvertrag bei Persib Bandung, in der Indonesia Super League. Dort traf er auf seinen Nationalmannschaftskollegen Sinthaveechai Hathairattanakool. 2010 ging er wieder zurück in seine Heimat. Hier unterschrieb er einen Vertrag beim Erstligisten Buriram United. Hier spielte er bis 2019. Für Buriram absolvierte er 156 Erstligaspiele. 2020 unterschrieb er einen Vertrag beim Drittligisten Muangkan United FC. Der Verein aus Kanchanaburi spielt in der dritten Liga, der Thai League 3, in der Upper Region. Nach dem zweiten Spieltag 2020 wurde die dritte Liga wegen der COVID-19-Pandemie unterbrochen. Nach Wiederaufnahme des Spielbetriebes im Oktober wurde die Thai League 4 und die Thai League 3 zusammengelegt. Muangkan wurde der Western Region zugeteilt. Am Ende der Saison wurde er mit dem Verein Meister der Region. In den Aufstiegsspielen zur zweiten Liga wurde belegte man den zweiten Platz und stieg somit in die zweite Liga auf. Im Juni 2022 wechselte er dann weiter in seine Heimatstadt zum Drittligisten Kanchanaburi City FC. Mit dem Verein aus Kanchanaburi spielte er in der Western Region der Liga. Im Sommer 2024 unterschrieb Nuchnum einen Vertrag beim ebenfalls in Kanchanaburi beheimateten Zweitligisten Dragon Pathumwan Kanchanaburi FC. Am Ende der Saison 2024/25 belegte er mit dem Verein den vierten Tabellenplatz und qualifizierte sich somit für die Play-off-Spiele zur ersten Liga. Im Halbfinale konnte man sich gegen den fünftplatzierten Mahasarakham SBT FC durchsetzen. Im Finale traf man auf den Phrae United FC. Das Hinspiel im eigenen Stadion gewann man mit 3:2. Das Rückspiel endete 2:2. Kanchanaburi gewann mit insgesamt 5:4 und stieg somit in die erste Liga auf.

### Nationalmannschaft
Von 2005 bis 2006 war er im Kader der U-23. Mit ihr nahm er 2005 an den Südostasienspielen (SEA-Games) und den Asienspielen 2006 teil. Bei den SEA-Games konnte er mit der Mannschaft die Goldmedaille gewinnen. Bei den Asienspielen schied er mit der Mannschaft im Viertelfinale aus. Suchao erzielte dabei den 1:0-Siegtreffer im ersten Gruppenspiel gegen Palästina. Es war sein einziges Tor im Verlaufe des Turniers. Ebenfalls seit 2005 steht er im Kader der Herrenmannschaft. Mit ihr konnte er an den ASEAN-Fußballmeisterschaften 2007 und 2008 teilnehmen. Bei beiden Turnieren erreichte Thailand jeweils das Finale. Suchao traf bei beiden Wettbewerben je einmal. Sein allererstes Tor für A-Mannschaft erzielte er jedoch bereits im Oktober 2006, während des King’s Cup. Ein weiterer persönlicher Höhepunkt war sicherlich die Teilnahme an der Sommer-Universiade 2005 in Izmir, Türkei.

## Erfolge

### Verein
TOT SC
- Thailändischer Zweitligameister: 2003

Buriram United
- Thailändischer Meister: 2011, 2013, 2014, 2015, 2017, 2018
- Thailändischer Pokalsieger: 2011, 2012, 2013, 2015
- Thailändischer Ligapokalsieger: 2011, 2012, 2013, 2015, 2016
- Thailändischer Supercup-Sieger: 2019
- Toyota Premier Cup: 2012, 2014, 2016
- Kor Royal Cup: 2013, 2014, 2015, 2016
- Mekong Club Championship: 2015

Muangkan United FC
- Thai League 3 – West: 2020/21
- Thai League 3 – National Championship: 2020/21 (2. Platz)  ▲

### Nationalmannschaft
- Teilnahme an der Endrunde zu den Asienspielen 2006 (U-23)
- ASEAN-Fußballmeisterschaft Finalist 2007, 2008
- Südostasienspiele Goldmedaille 2005 (U-23)
- Teilnahme an der Sommer-Universiade 2005

## Auszeichnungen
Thai Premier League
- Spieler des Jahres: 2014